# Inauguracija predsjednika Republike Hrvatske
Inauguracija predsjednika Republike Hrvatske uobičajen je naziv za ceremoniju polaganja svečane prisege predsjednika Republike Hrvatske izabranog na predsjedničkim izborima prije preuzimanja dužnosti. Sukladno Ustavu Republike Hrvatske, predsjednik Republike prije preuzimanja dužnosti pred predsjednikom Ustavnog suda Republike Hrvatske polaže svečanu prisegu kojom se obvezuje na vjernost Ustavu. Ceremonije su se tradicionalno od 1992. godine održavale na Trgu svetog Marka u Zagrebu, sve do 2020. kada je održana u Predsjedničkim dvorima. Do danas ih je održano sedam - 1992., 1997., 2000., 2005., 2010., 2015. i 2020. godine.
Prva inauguracija održana je 12. kolovoza 1992. godine, kada je Franjo Tuđman kao prvi predsjednik Republike izabran na neposrednim izborima dao svečanu prisegu pred predsjednikom Ustavnog suda Jadrankom Crnićem i ustavnim sucima. Posljednja je održana 18. veljače 2025. nakon izbora Zorana Milanovića za dužnost predsjednika Republike Hrvatske.

## Stupanje na dužnost i polaganje prisege
Predsjednik Republike Hrvatske bira se na temelju općeg i jednakog biračkog prava neposredno na izborima, tajnim glasovanjem na mandat od pet godina. Predsjednik Republike Hrvatske bira se većinskim izbornim sustavom.  Za predsjednika Republike Hrvatske izabran je onaj kandidat koji na izborima dobije više od 50 posto glasova birača koji su glasovali. Ako ni jedan kandidat ne dobije u prvom izbornom krugu potrebnu većinu, daljnji se izbor provodi u drugom izbornom krugu.
Izabrani predsjednik Republike Hrvatske stupa na dužnost posljednjeg dana mandata predsjednika kojem istječe mandat. U slučaju izbora predsjednika Republike Hrvatske prema članku 97. Ustava Republike Hrvatske (smrti, ostavka ili kada Ustavni sud utvrdi razloge za prestanak mandata Predsjednika Republike), izabrani predsjednik Republike Hrvatske stupa na dužnost na dan objave rezultata izbora.
Božićni Ustav propisivao je da "prije nego što preuzme dužnost, predsjednik Republike polaže svečanu zakletvu kojom se obvezuje na vjernost Ustavu, dok je Zakonom o izboru predsjednika Republike Hrvatske dalje bilo određeno da svečanu prisegu predsjednik Republike Hrvatske polaže pred Ustavnim sudom Republike Hrvatske na dan stupanja na dužnost. Izmjenama i dopunama navedenog Zakona 1997. godine, izmijenjen je dio koji se odnosi na polaganje svečane prisege, odnosno izostavljen je dio da se svečana prisega polaže na dan stupanja na dužnost. Slijedom tih izmjena, predsjednik Tuđman prisegu za svoj drugi mandat položio je 5. kolovoza, iako mu je mandat istjecao 12. kolovoza 1997.  
Važeći Ustava Republike Hrvatske propisuje: "Prije preuzimanja dužnosti, Predsjednik Republike pred predsjednikom Ustavnog suda Republike Hrvatske polaže svečanu prisegu kojom se obvezuje na vjernost Ustavu."

## Tekst svečane prisege
Tekst svečane prisege utvrđen je Zakonom o izboru predsjednika Republike Hrvatske. Od 1997. godine, tekst prisege glasi:

Prisežem svojom čašću da ću dužnost predsjednika Republike Hrvatske obavljati savjesno i odgovorno, na dobrobit hrvatskog naroda i svih hrvatskih državljana.
Kao hrvatski državni poglavar:
- držat ću se Ustava i zakona,
- brinuti se za poštovanje ustavnopravnog poretka Republike Hrvatske,
- bdjeti nad urednim i pravednim djelovanjem svih tijela državne vlasti,
- čuvati nezavisnost, opstojnost i jedinstvenost države Hrvatske.

Tako mi Bog pomogao.

Dok su predsjednicu Stjepan Mesić i Zoran Milanović čitali tekst prisege, Ivo Josipović i Kolinda Grabar-Kitarović izgovarali su ga ponavljajući određene odlomke za predsjednicom Ustavnog suda Jasnom Omejec. Franjo Tuđman je tijekom prve inauguracije 1992. tekst prisege ponavljao za predsjednikom Ustavnog suda Jadrankom Crnićem, dok ga je tijekom svoje druge inauguracije čitao. Iako nije propisano, predsjednici Republike tekst svečane prisege izgovaraju držeći lijevu ruku na Ustavu Republike Hrvatske i s uzdignutom desnicom, osim Zorana Milanovića, koji je držao ruku na Ustavu bez uzdignute desne ruke.
Izvorno je, prema inačici Zakona o izboru predsjednika Republike iz 1992. godine, tekst predsjedničke prisege glasio:

Prisežem svojom čašću da ću dužnost predsjednika Republike Hrvatske obavljati savjesno i odgovorno na korist svih hrvatskih državljana, da ću se držati Ustava i zakona i poštivati pravni poredak Republike Hrvatske, zalagati se za očuvanje nezavisnosti. opstojnosti i jedinstvenosti Republike Hrvatske te da ću činiti sve da se osigura redovno djelovanje svih tijela državne vlasti.

Nakon predsjedničkih izbora 1992. godine, pobjednik predsjedničkih izbora Franjo Tuđman, polažući prisegu pred predsjednikom Ustavnog suda Republike Hrvatske Jadrankom Crnićem, intervenirao je u tekst prisege promijenivši dio teksta "na korist svih hrvatskih državljana" u sintagmu "na korist hrvatskog naroda i svih hrvatskih državljana". Na kraju prisege dodao je riječi "Tako mi Bog pomogao". Sabor Republike Hrvatske je, neposredno nakon održanih predsjedničkih izbora, 27. lipnja 1997. godine usvojio Zakon o izmjenama i dopunama Zakona o izboru predsjednika Republike, kojim se u članku 4. mijenja članak 49. Zakona o izboru predsjednika Republike iz 1992. godine u pogledu teksta prisege.
Kritike važećeg teksta predsjedničke prisege ponajviše se odnose na uporabu izraza "hrvatski državni poglavar", koji je izbačen iz teksta Ustava Republike Hrvatske 2000. godine, kao i u pogledu zazivanja Božje pomoći u završnoj sintagmi "Tako mi Bog pomogao.", o čemu je odlučivao 2017. i Ustavni sud koji nije prihvatio prijedlog za pokretanje postupka za ocjenu suglasnosti s Ustavom članka 49. stavka 3. Zakona o izboru predsjednika Republike Hrvatske, uz obrazloženje kako se izricanjem svečane prisege i riječi "Tako mi Bog pomogao" ne nameću predsjedniku Republike određeno vjersko opredjeljenje. 
Kolinda Grabar-Kitarović, prva žena na dužnosti, prisegnula je izgovarajući tekst prisege u muškom rodu. Predsjednica Ustavnog suda prije polaganja prisege kazala je: "Ustav Republike Hrvatske propisuje da predsjednik Republike Hrvatske pred predsjednikom Ustavnog suda polaže svečanu prisegu. Riječi prisege koje imaju rodno značenje odnose se na oba roda".

## Mjesto održavanja ceremonija
Inauguracije hrvatskih predsjednika održavaju se od 1992. na Trgu svetog Marka, kada je nakon prvih neposrednih predsjedničkih izbora ondje prisegu položio prvi hrvatski predsjednik Franjo Tuđman. Nakon njegove smrti postojale su ideje da se inauguracija novog predsjednika održi na nekoj drugoj lokaciji - zgradi Hrvatskog sabora, pa čak i u Preporodnoj dvorani - međutim, dogovoreno je da se inauguracija ipak održi na Trgu svetog Marka.
Trg svetog Marka nalazi se na zagrebačkom Gornjem gradu. Na Trgu se nalaze sjedišta državnih institucija - Hrvatskog sabora, Vlade Republike Hrvatske te Ustavnog suda. U središtu Trga nalazi se Crkva svetog Marka, jedna od najstarijih zagrebačkih građevina, ispred čijeg se južnog portala održavaju ceremonije polaganja predsjedničke prisege. Kao najstariji zagrebački trg (od 1242.), od najstarijih vremena je središte javnog i političkog života Gradeca. Prisege su tu davali građani u parnicama, a svake godine na Blaževo (3. veljače) tu je prisezao i novoizabrani gradski sudac, kao i zagrebački gradski zastupnici i senatori. Od srednjeg vijeka pa sve do 1869. na trgu i u crkvi svetog Marka hrvatski ban je ustoličavan na dužnost u svečanoj ceremoniji, s plemićkim povorkama i raskošnim ceremonijalom, polagao je prisegu te mu je poklanjana banska zastava i žezlo kao simbol sudbene vlasti. 1739. na trgu je izgrađena kraljevska kuća kako bi se na stalnom mjestu smjestio sabor i državne instucije, a 1776. otad tu stalno zasjeda Hrvatski sabor. Osobito su svečane bile instalacije bana Ivana V. Draškovića 1732. te ona bana Jelačića 5. lipnja 1848., prilikom koje je njegova banska crveno-bijelo-plava zastava postala hrvatskom zastavom. 8. i 9. rujna 1869. po posljednji put je održana svečana tradicionalna instalacija bana Kraljevine Hrvatske, Slavonije i Dalmacije te je otad ban ustoličavan u Saboru uz pozdravnu misu u crkvi sv. Marka. Kao simbolično mjesto hrvatske državnosti i političke tradicije, Trg sv. Marka izabran je 1992. kao mjesto predsjedničke inauguracije.

## Ceremonije svečanog polaganja prisege

### 1992. - Franjo Tuđman
Ispred Crkve sv. Marka na zagrebačkom Gornjem gradu 12. kolovoza 1992. svečanim je polaganjem prisege pred predsjednikom i sucima Ustavnog suda Republike na dužnost stupio novoizabrani predsjednik Republike Hrvatske dr. Franjo Tuđman i time postao prvi hrvatski državni poglavar kojeg su građani Republike Hrvatske izabrali tajnim i neposrednim glasovanjem na predsjedničkim izborima održanim 2. kolovoza. Čitajući odluku kojom je Ustavni sud utvrdio valjanost provedenih izbora za predsjednika Republike, predsjednik Ustavnog suda Jadranko Crnić pozvao je novoizabranog predsjednika da pristupi polaganju svečane prisege. Predsjednik Tuđman, ponavljajući tekst svečane prisege za predsjednikom Ustavnog suda, intervenirao je u tekst prisege određene Zakonom o izboru predsjednika Republike Hrvatske, promijenivši dio teksta "na korist svih hrvatskih državljana" u "na korist hrvatskoga naroda i svih hrvatskih državljana" te završivši riječima "Tako mi Bog pomogao". Potom je potpisao tekst prisege. Stavljajući predsjedniku Tuđmanu predsjedničku lentu, predsjednik Ustavnog suda Crnić rekao je: "Gospodine Predsjedniče, stavljam vam lentu predsjednika Republike Hrvatske, znak predsjedničke časti, znakovlje državnog poglavara Republike Hrvatske, i proglašavam da od ovog trenutka preuzimate sva prava, dužnosti i obveze predsjednika Republike. Kao predsjednik Ustavnog suda koristim prigodu da vam prvi čestitam." Predsjedniku Tuđmanu potom su čestitali i suci Ustavnog suda, a počasni odred Hrvatske vojske pozdravio je novog hrvatskog poglavara. Svečanosti polaganja prisege, uz članove predsjednikove obitelji i okupljene građane, bili su nazočni i predsjednik Sabora dr. Žarko Domljan, predsjednik hrvatske Vlade dr. Franjo Gregurić, mandatar za sastav nove vlade  Hrvoje Šarinić, te drugi visoki dužnosnici Republike Hrvatske, predstavnici hrvatskih političkih stranaka, vjerski dostojanstvenici, predstavnici diplomatskog i konzularnog zbora, predstavnici Hrvatske vojske, predstavnici Hrvatske akademije znanosti i umjetnosti i Sveučilišta, te istaknuti kulturni i javni djelatnici.

### 1997. - Franjo Tuđman
Predsjednik Republike Hrvatske dr. Franjo Tuđman, izabran po drugi put za predsjednika Republike neposrednim glasovanjem birača na predsjedničkim izborima održanima 15. lipnja 1997., položio je 5. kolovoza svečanu prisegu pred sucima Ustavnog suda Republike Hrvatske. Predsjednik je odlučio svečanu prisegu položiti prije 12. kolovoza, kada mu je istekao prvi mandat, na Dan domovinske zahvalnosti.
Svečana ceremonija polaganja predsjedničke prisege upriličena je na Trgu svetoga Marka, a počela je u 10 sati, kada je na Trg svetog Marka stigao predsjednik dr. Franjo Tuđman u pratnji supruge Ankice. Prije toga na Trg svetog Marka stigli su, odjeveni u svečane toge, suci Ustavnog suda Republike Hrvatske vođeni predsjednikom Ustavnog suda Jadrankom Crnićem. Predsjednik Tuđman prošao je između počasnih postrojbi, poredanih po povijesnom slijedu, te svečane postrojbe Hrvatske vojske. Na svečanoj pozornici dr. Tuđmana dočekao je i pozdravio predsjednik Ustavnog suda. Svečanost polaganja prisege počela je hrvatskom himnom. Pročitavši odluku o pravovaljanosti predsjedničkih izbora i o pobjedi kandidata HDZ-a dr. Franje Tuđmana, predsjednik Ustavnog suda Jadranko Crnić zamolio je dr. Tuđmana da položi svečanu prisegu, koju je on izgovorio (ovaj put ne ponavljajući riječi za predsjednikom Ustavnog suda) držeći lijevu ruku na Ustavu Republike Hrvatske i s uzdignutom desnicom. Predsjednik Republike potom je potpisao ispravu o položenoj prisezi, a zatim mu je predsjednik Ustavnog suda stavio predsjedničku lentu. "Ova lenta znak je časti predsjednika. Ova lenta državno je znakovlje, znakovlje predsjednika Republike Hrvatske. Proglašavam da od dana 12. kolovoza 1997. preuzimate u Vašem drugom predsjedničkom mandatu sva prava, sve dužnosti, sve obveze predsjednika Republike Hrvatske. Dopustite da vam kao predsjednik Ustavnog suda prvi čestitam", rekao je Jadranko Crnić. Predsjedniku je potom čestitala supruga Ankica, te suci Ustavnog suda. Istodobno, topnička bitnica na Griču ispalila je 25 počasnih hitaca. Predsjednik Tuđman potom se nazočnima obratio prisežnom poslanicom. Nakon toga predsjedniku su čestitali nazočni uzvanici.

### 2000. - Stjepan Mesić
Stjepan Mesić, nakon pobjede u drugom krugu na predsjedničkim izborima održanima 24. siječnja i 7. veljače, položio je svečanu prisegu 18. veljače 2000. Ceremonija svečane prisege, koju je predvodio predsjednik Ustavnoga suda Smiljko Sokol, počela je točno u 13 sati. Inauguracija hrvatskoga predsjednika istodobno je bila i najveći međunarodni skup u Hrvatskoj od stjecanja državne neovisnosti do tada. 
Datum polaganja prisege 18. veljače dogovoren je neposredno pred drugi krug predsjedničkih izbora, 4. veljače na sastanku predsjednika Vlade i Ustavnog suda, dok su mjesto i datum inauguracije novog predsjednika Republike Hrvatske dogovoreni i potvrđeni na sastanku predsjednika Hrvatskoga državnog sabora Zlatka Tomčića, privremeno na dužnosti predsjednika Republike Hrvatske, s dvojicom predsjedničkih kandidata i Smiljkom Sokolom, predsjednikom Ustavnog suda Republike Hrvatske. Iako je bilo rasprava oko mjesta održavanja inauguracije novog predsjednika, ipak je dogovoreno da to bude Trg sv. Marka, zbog želje da se građanima omogući nazočnost tomu činu kao i velikog interesa međunarodne javnosti. Za organizaciju inauguracije osnovan je stožer na čijem je čelu bio Goran Granić, zamjenik predsjednika Vlade Republike Hrvatske.
Na ceremoniju Stjepan Mesić je u pratnji supruge Milke došao pješice iz smjera Banskih dvora. Hodajući crvenim sagom (iako je on najavljivao sivi), prošao je pokraj počasne bojne Prvoga gardijskog zdruga (ali bez vojnika u crvenim odorama) te se uspeo na pozornicu. Potom je Smiljko Sokol protokolarno izvijestio da je na izborima 24. siječnja i 7. veljače, kao kandidat HNS-a, pobijedio Stjepan Mesić te ga je pozvao da položi predsjedničku prisegu. Mesić je, držeći lijevu ruku na Ustavu i podignutom desnom rukom, izgovorio tekst prisege, a potom je potpisao tekst predsjedničke prisege. Novom hrvatskom predsjedniku nakon prisege prvi su čestitali predsjednik Ustavnog suda Smiljko Sokol i Mesićeva supruga Milka, koji su zajedno s ostalim sucima Ustavnoga suda bili na predsjedničkoj bini.
Potom je uslijedio inauguracijski govor koji je trajao 6,5 minuta, a u kojem je Mesić naglasio kako želi biti "građanin predsjednik". U 13.50 sati predsjednik Republike Stjepan Mesić ušao je u gornjogradsku palaču Dverce, gdje su prethodno dogovoreni susreti s brojnim članovima stranih izaslanstava i šefovima država koji su bili nazočni davanju svečane prisege.
Novoizabrani predsjednik Stipe Mesić, kako je i ranije najavljivao, nije nosio predsjedničku lentu.

### 2005. - Stjepan Mesić
Polaganjem svečane predsjedničke prisege 18. veljače 2005. Stjepan Mesić počeo je svoj drugi petogodišnji mandat na dužnosti predsjednika Republike Hrvatske.
Ceremonija je počela u 12 sati. Predsjednik Mesić na Trg sv. Marka stigao je pješice u pratnji supruge Milke iz smjera Banskih dvora. Hodajući crvenim sagom prošao je pokraj postrojene Počasno-zaštitne bojne te se popeo na pozornicu postavljenu ispred južnog pročelja Crkve sv. Marka, koja je bila okićena cvijećem. U pozadini se nalazila velika hrvatska zastava.
Svečanost je počela hrvatskom himnom u izvedbi zbora HNK. Prema protokolu predsjednik Ustavnog suda Petar Klarić izvijestio je da su predsjednički izbori održani u dva kruga 2. i 16. siječnja provedeni u skladu s Ustavom i Zakonom o izboru predsjednika RH te je pozvao predsjednika Mesića da položi svečanu prisegu. Nakon toga predsjednik Mesić potpisao je svečanu prisegu, primio čestitke predsjednika i sudaca Ustavnog suda te održao inauguracijski govor.
Kratkoj svečanosti nazočilo je oko 1000 ljudi, među kojima devet šefova država, predstavnici Europske komisije, NATO-a, OESS-a, desetak osobnih izaslanika predsjednika država, predsjednici i hrvatske Vlade i Sabora, čelnici političkih stranaka, saborski zastupnici i brojni uglednici.

### 2010. - Ivo Josipović
Nakon pobjede na predsjedničkim izborima održanima 27. prosinca 2009. i 10. siječnja 2010., Ivo Josipović je 18. veljače na Trgu sv. Marka svečano prisegnuo za trećeg hrvatskog predsjednika. 
Sama svečanost počela je u 11.55 sati, kada je iz smjera Predsjedničkih dvora posljednji na inauguraciju došao dotadašnji predsjednik Stjepan Mesić sa suprugom Milkom. Mesić je kao vrhovni zapovjednik posljednji put prošao kraj postrojenih vojnika Počasno-zaštitne bojne iz smjera Banskih dvora, nakon čega je zauzeo mjesto u prvome redu gledališta. Nakon što je Grički top označio podne i nakon što su prestala zvoniti zvona s Crkve Sv. Marka, hrvatsku himnu "Lijepa naša" izveo je Akademski zbor "Ivan Goran Kovačić" i dječji zbor "Zvjezdice".
Ivo Josipović, njegova supruga Tatjana i kći došli su prema pozornici iz smjera Ćirilometodske ulice. Ispred crkve bila je postavljena pozornica ukrašena cvijećem, s lijeve i desne strane okružena hrvatskim zastavama. 
Uvodnu riječ održala je predsjednica Ustavnog suda Jasna Omejec, koja je podsjetila na rezultate predsjedničkih izbora.
U 12.06 Ivo Josipović položio je ruku na Ustav i izgovorio prisegu, koju je ponavljao nakon Jasne Omejec. Objavljujem da Ivo Josipović stupa na dužnost predsjednika Republike u ponoć 19. veljače - rekla je predsjednica Ustavnog suda nakon prisege.
Pošto je potpisao tekst svečane prisege, Ivo Josipović potom je održao inauguracijski govor.
Inauguracija je završila trima pjesmama iz hrvatske zborske baštine: "Crn bel" Igora Kuljerića, "Voda zvira" Josipa Štolcera-Slavenskog i "Zahvalnicom" Franje Dugana mlađeg.

### 2015. - Kolinda Grabar-Kitarović
Ceremonija svečanog polaganja prisege i inauguracija novoizabrane predsjednice Kolinde Grabar-Kitarović održala se u nedjelju, 15. veljače 2015. Iako joj je predsjednički mandat započeo 19. veljače, do pomicanja vremena održavanja ceremonije došlo je, između ostalog, jer je američki predsjednik Barack Obama najavio za 18. veljače održavanje globalnog summita o borbi protiv nasilnog ekstremizma u Washingtonu, na kojem se očekuje velik broj stranih šefova država i vlada.
Svečanost je započela točno u podne, a njezin početak označio je pucanj Gričkog topa te zvonjava zvona Crkve sv. Marka. Prethodno je izabrana predsjednica na Gornji grad stigla u pratnji supruga Jakova pješice Ilicom i Tomićevom ulicom, te se prevezla Uspinjačom. Ćirilometodskom ulicom prošla je kroz špalir građana te postrojenih povijesnih postrojbi iz cijele Hrvatske, a na pozornicu na Trgu sv. Marka, zajedno sa suprugom Jakovom, stupila je uz fanfare nakon pucnja Gričkog topa, gdje su je dočekati suci Ustavnoga suda. Prethodno je na Trg stigao Ivo Josipović, iz smjera Banskih dvora, prolazeći ispred postroja Počasno-zaštitne bojne.
Glumac Joško Ševo izrecitirao je tekst hrvatske himne "Lijepa naša domovino" te je uslijedilo njezino intoniranje, nakon čega je voditelj Oliver Mlakar najavio odavanja počasti minutom šutnje poginulima u Domovinskome ratu. Solistica Renata Sabljak otpjevala je međimursku pjesmu "Dej mi Bože". Potom je predsjednica Ustavnog suda Jasna Omejec pročitala službenu odluku o izboru predsjednice Kolinde Grabar-Kitarović, čemu je uslijedio najsvečaniji trenutak svečanosti - prisega te potpisivanje njezinog teksta. Tekst prisege izabrana predsjednica potpisala je na stolu na kojem je tekst prisege potpisao i prvi predsjednik Tuđman.
Prvi put nakon smrti predsjednika Tuđmana, u uporabu je vraćena lenta predsjednika Republike, koju je izabranoj predsjednici uručila predsjednica Ustavnog suda po potpisivanju teksta prisege. Iako se prije inauguracije nagađalo kako će izabrana predsjednica nositi lentu, ona joj je ipak samo uručena. Naime, bonton nošenja lente bio je osnovni razlog zbog kojeg je predsjednica nije nosila tijekom inauguracije, jer on nalaže da se lenta ne smije nositi na kaputu, što zbog hladnog zimskog dana nije bilo moguće.
Nakon predaje predsjedničke lente, prema pozornici su krenuli trojica pripadnika Počasno-zaštitne bojne, a jedan od njih sa zastavom Republike Hrvatske dolazi na pozornicu. Predsjednica Republike tada je odala počast zastavi te ju poljubila, a istodobno su s Tuškanca topovi Oružanih snaga ispalili deset počasnih plotuna.
U trenutku kada je izabrana predsjednica davala počast zastavi Republike Hrvatske izvedena je bila "Himna slobodi" Ivana Gundulića, recital koji je izgovorio glumac Dragan Despot. Slijedio je inauguralni govor, a potom je puhački orkestar HV-a izveo "Odu zemlji" Jakova Gotovca iz opere "Mila Gojsalića". Folklorni ansambl "Lado" otpjevao je tradicionalnu pjesmu "Lijepo pjeva za lugom djevojka", stihove "Oproštaja" Tina Ujevića izrecitirao je Joško Ševo, Krčki tanac izveo je ansambl Lado, a Radojka Šverko uz pratnju orkestra HV-a pjesmu "Ljubim te do bola". Slijedio je Završni prizor opere "Ero s onoga svijeta" Jakova Gotovca koju su izveli četiri zbora - "Lado", zbor HRT-a, akademski zbor "Ivan Goran Kovačić" te zbor mladih "Izvor". 
Svečana inauguracija završava uz pjesmu "Dream for the future" zbora "Izvor", a izabranoj hrvatskoj predsjednici čestitali su domaći i strani uzvanici.
Na inauguraciji su nazočili predstavnici 88 veleposlanstava, od čega 8 predsjednika država: slovenski predsjednik Borut Pahor,  slovački predsjednik Andrej Kiska, predsjednik Mađarske Janos Ader, makedonski predsjednik Gjorge Ivanov, predsjednik Albanije Bujar Nishani, crnogorski predsjednik Filip Vujanović, predsjednica Kosova Atifete Jahjaga i članovi Predsjedništva BiH Mladen Ivanić, Dragan Čović i Bakir Izetbegović. Iz Srbije je na inauguraciji prisustvovao premijer Aleksandar Vučić, Bugarsku je predstavljala predsjednica parlamenta Cecka Cačeva, a  Češku i Poljsku predsjednici Senata, Milan Štech i Bogdan Borusewicz. Iz Njemačke je na inauguraciji prisustvovao predsjednik Saveznog vijeća Bundesrata Volker Bouffier, Europsku komisiju predstavljao je povjerenik za međunarodnu suradnju i razvoj Neven Mimica, a iz SAD je inauguraciji prisustvovala zamjenica državnog tajnika za energetiku Elizabeth Sherwood-Randall, a svečanosti je nazočila i kanadska državna ministrica hrvatskoga podrijetla Lynne Yelich.

### 2020. - Zoran Milanović
Svečanost polaganja prisege predsjednika Republike Zorana Milanovića održala se u Predsjedničkim dvorima na Pantovčaku 18. veljače 2020. s početkom u 12 sati. Prva je to inauguracija predsjednika Republike koja nije održana na Trgu sv. Marka, ujedno i s najmanjim brojem uzvanika do tada. 
Na nju su bile pozvane 43 osobe u tri kategorije – dužnosnici po funkcijama, među njima i dvojica bivših predsjednika, obitelj izabranog predsjednika te članovi njegovog izbornog stožera. Na inauguraciji su, uz tada aktualnu predsjednicu Kolindu Grabar-Kitarović i supruga Jakova Kitarovića, od dužnosnika prisustvovali predsjednik Sabora Gordan Jandroković, potpredsjednici Sabora Milijan Brkić, Željko Reiner, Božo Petrov, Siniša Hajdaš Dončić i Furio Radin, predsjednik Vlade Andrej Plenković i potpredsjednici Vlade Davor Božinović, Damir Krstičević, i Predrag Štromar (Zdravko Marić bio je na službenom putu), predsjednik Vrhovnoga suda Đuro Sessa te načelnik Glavnog stožera general Mirko Šundov. Svečanosti su nazočili i dvojica bivših predsjednika Republike – Stjepan Mesić i Ivo Josipović, zatim Milanovićeva supruga Sanja sa sinovima te Milanovićeva majka Gina, kao i 19 članova izbornoga stožera izabranog predsjednika. 
Svečanost je započela u 12 sati dolaskom predsjednice Grabar-Kitarović u svečanu dvoranu. Dočekala ju je Počasno-zaštitna bojna uz tihi prijavak, također posljednji put u povijesnim odorama. Iz Biblioteke su potom ušli suci Ustavnog suda, a nakon njih predsjednik Zoran Milanović sa suprugom Sanjom izašao je iz Sjevernog salona i stao za govornicu. 
Na početku svečanosti himnu Republike Hrvatske izvela je Josipa Lisac u suradnji sa Zvjezdanom Ružićem, a zatim je izabrani predsjednik Zoran Milanović položio svečanu prisegu pred predsjednikom Ustavnog suda Republike HrvatskeMiroslavom Šeparovićem, sutkinjama i sucima Ustavnog suda te ostalim uzvanicima. Tekst prisege izgovorio je držeći lijevu ruku na Ustavu, međutim desnu ruku nije podigao. Protokolom i dogovorom bilo je predviđeno da najprije predsjednik Suda Šeparović kaže kako je Vlada raspisala izbore i da su izbori održani te kakav je njihov rezultat, a potom bi pozvao Milanovića da potpiše prisegu, međutim na kraju je taj dio spontano izostavljen. Nakon potpisivanja prisege, Zoran Milanović održao je inauguracijski govor.
Nakon obraćanja Klapa Hrvatske ratne mornarice Sveti Juraj izvela je pjesmu "Tvoja zemlja" Alfija Kabilja. 
Uslijedio je koktel za uzvanike, te je obavljena primopredaja dužnosti na prvom katu u Uredu predsjednice Republike. Na kraju je Zoran Milanović ispratio Kolindu Grabar-Kitarović.

## Preuzimanje dužnost privremenog predsjednika Republike
Ustavni sud Republike Hrvatske na izvanrednoj je sjednici 26. studenog 1999. jednoglasno donio Odluku kojom se utvrđuje privremena spriječenost predsjednika Republike dr. Franje Tuđmana da obavlja svoje dužnosti. Za vrijeme privremene spriječenosti, Predsjednika je zamjenjivao predsjednik Hrvatskog državnog sabora akademik Vlatko Pavletić. Odluka, koju je Ustavni sud donio na prijedlog Vlade, stupila je na snagu odmah nakon donošenja te je dostavljena predsjedniku Vlade Zlatku Mateši.
Svečani čin Pavletićeva preuzimanja predsjedničkih ovlasti održao se u Banskoj sobi Hrvatskoga sabora istoga dana. U Bansku sobu akademik Pavletić došao je u 13 sati u pratnji predstojnika Ureda predsjednika dr. Ivice Kostovića, a odluku Ustavnog suda uručio mu je predsjednik Vlade mr. Zlatko Mateša. Akademik Pavletić nije prisegnuo, jer time nije postao ni predsjednik Republike, ni zamjenik predsjednika Republike, već je počeo obavljati svoju ustavnu dužnost na koju je prisegnuo kao zastupnik, a zatim kao predsjednik Sabora. Tom svečanom činu bili su nazočni i potpredsjednici Sabora Vladimir Šeks i Žarko Domljan, predstojnik predsjednikova Ureda Ivica Kostović i saborski zastupnik i čuvar državnoga pečata Ivan Milas.
Nakon smrti predsjednika Tuđmana akademik Pavletić preuzeo je dužnost privremenog predsjednika Republike u skladu s člankom 97. Ustava Republike Hrvatske, bez posebne ceremonije i polaganja prisege. Na toj je dužnosti ostao sve do konstituiranja novog saziva Hrvatskog sabora i izbora novog predsjednika Hrvatskog sabora Zlatka Tomčića 2. veljače 2000. Tada je primopredaja ovlasti obavljena u kabinetu predsjednika Sabora. Tomčiću je predao i dva ključa: jedan za sva vrata u Saboru, a drugi za sef u kojem se nalaze imovinske kartice saborskih zastupnika. Zlatko Tomčić obnašao je tu funkciju 16 dana, do stupanja na dužnost novoizabranog predsjednika Mesića.